# Yoshimi Ozaki
Yoshimi Ozaki, född den 1 juli 1981, är en japansk friidrottare som tävlar i maraton.
Ozaki deltog vid VM i halvmaraton 2007 där hon slutade på trettonde plats. Vid VM 2009 i Berlin valde hon att tävla i maraton där hon slutade på andra plats bakom kinesiskan Xue Bai på tiden 2:25.25.

## Personliga rekord
- Maraton - 2:23.30